# Bryan Kocis
Bryan Charles Kocis, né le 28 mai 1962 et mort le 24 janvier 2007, plus connu sous le nom de Bryan Phillips, est un producteur de films pornographique gay, fondateur de Cobra Vidéo et Gay Porn Film Studio. 

## Biographie
Kocis a été assassiné à son domicile de Dallas, le 24 janvier 2007. Un incendie criminel a été utilisé pour tenter de déguiser les circonstances de sa mort. 
Deux escorts, Harlow Cuadra et Joseph Kerekes, ont été inculpés et condamnés pour le meurtre de Kocis, puis condamnés à la prison à vie sans possibilité de libération conditionnelle.
Un film a été réalisé sur cette affaire : King Cobra, où son rôle est interprété par Christian Slater, est sorti en 2016.